# 유디엠텍
유디엠텍(UDMTek)은 대한민국의 기계어 처리(MLP)기업이다.
 기계 내부에서 실행되는 제어 로직과 데이터 흐름을 AI 접근 방식으로 해석하여 다양한 응용 서비스를 제공하고 있다. 대표이사는 왕지남이다.

## 주요 제품
- PLC eXpert®
- OPTRA® Black-box™
- OPTRA® Tracker™
- UXIM Analyzer®**

## 고객사
현대자동차, LG에너지솔루션

## 상장
유디엠텍은 대신밸런스제13호스팩과의 합병을 통해 코스닥 시장에 상장하였다.

## 투자
우리벤처파트너스와 KB인베스트먼트로부터 40억 원의 투자를 유치했다.

## 참고문헌
1. ↑  조성흠, 스팩합병 상장 유디엠텍, 코스닥 첫날 27% 급락, 연합뉴스, 2024-11-20
2. ↑  강동원, ‘스팩합병’ 유디엠텍, 합병 가능성 설왕설래, 뉴스톱, 2024.07.26
3. ↑  유디엠텍, 스팩 합병 상장 첫날 20%대 하락 - 조선비즈